# Andre Chase
Chance Barrow (Draper, 22 aprile 1989) è un wrestler statunitense sotto contratto con la WWE.
In WWE ha detenuto due volte l'NXT Tag Team Championship, una volta con Duke Hudson e una con Ridge Holland. In precedenza, era noto come Harlem Bravado nella Evolve e in Ring of Honor.

## Carriera

### Gli inizi (2007–2008)
Come Harlem Bravado, Barrow iniziò la sua carriera nel suo stato natale della Carolina del Nord per la World Class Extreme Wrestling nel giugno 2007 con Lancelot Bravado sotto il nome The Bravado Brothers, esibendosi in varie federazioni indipendenti.

### Ring of Honor (2008–2012)
I Bravado Brothers sono apparsi in una serie di Dark match della Ring of Honor da settembre a dicembre 2009. Fecero il loro debutto televisivo nell'episodio dell'8 febbraio 2010 perdendo contro Jon Davis e Kory Chavis del Dark City Fight Club. Nel mese di luglio 2011 i Bravados presero parte ad un torneo per determinare i contendenti n°1 al ROH World Tag Team Championship venendo però sconfitti dagli Young Bucks. Durante il 2012 i Bravado Brothers Jimmy Jacobs e Steve Corino degli SCUM. L'ultima apparizione sul ring dei Bravado Brothers avvenne il 2 febbraio 2013 quando vennero sconfitti da Bobby Fish e Kyle O'Reilly.

### Pro Wrestling Noah (2012–2013)
Nel gennaio del 2012 i Bravado Brothers si trasferirono in Giappone presso la Pro Wrestling Noah. In questo periodo, Harlem Bravado combatté diversi match singoli e mai in coppia con suo fratello Lance Bravado.

### Total Nonstop Action Wrestling (2016)
Nel dicembre del 2016, Harlem apparve nella puntata di Impact! nota come "Total Nonstop Deletion" con suo fratello Lance Bravado come partecipanti al Tag Team Apocalypto per il TNA World Tag Team Championship.

### WWE (2021–presente)

#### NXT(2021–presente)
Nel 2021 firmò con la WWE, venendo mandato al Performance Center per allenarsi. Successivamente, debuttò con il ring name Andre Chase il 2 luglio a 205 Live sconfiggendo Guru Raaj nel primo turno della seconda edizione dell'NXT Breakout Tournament, venendo poi eliminato da Odyssey Jones nel secondo turno, svoltosi nella puntata di NXT del 20 luglio. Tornò due mesi dopo, a settembre, con la gimmick di un professore universitario della Chase U perdendo una serie di match sia a 205 Live che ad NXT 2.0 contro avversari come Boa, Bron Breakker, Cameron Grimes, Ikemen Jiro, Odyssey Jones, Solo Sikoa, Tony D'Angelo e Xyon Quinn. Dopo aver preso come "allievi" Bodhi Hayward e Thea Hail, nella puntata di NXT 2.0 del 25 gennaio Chase e Hayward parteciparono al primo turno del Dusty Rhodes Tag Team Classic ma vennero sconfitti dai Grizzled Young Veterans. In seguito, apparve per lo più ad NXT Level Up e, dopo alcune apparizioni ad NXT UK, nella puntata di NXT del 4 ottobre affrontò Von Wagner per un posto per il Ladder match per il vacante NXT North American Championship ad NXT Halloween Havoc ma venne sconfitto. Nella puntata di NXT del 22 novembre Chase e Duke Hudson (unitosi da poco nella Chase U) affrontarono i Pretty Deadly per l'NXT Tag Team Championship ma a causa di errore di Hudson persero l'incontro. Il 4 febbraio, a NXT Vengeance Day, Chase e Hudson parteciparono ad un Fatal 4-Way Tag Team match per l'NXT Tag Team Championship che comprendeva anche i campioni del New Day (Kofi Kingston e Xavier Woods), il Gallus (Mark Coffey e Wolfgang) e i Pretty Deadly ma il match venne vinto dal Gallus.
Il 7 marzo, nella puntata speciale NXT Roadblock, venne sconfitto da Joe Gacy. Il 1º aprile, nel pre-show di NXT Stand & Deliver, Chase, Duke Hudson, Thea Hail e Tyler Bate sconfissero lo Schism (Joe Gacy, Jagger Reid, Rip Fowler e Ava) in un match dove, da stipulazione, qualora la Chase U avesse perso si sarebbe dovuta unire allo Schism. Nella puntata di NXT del 17 ottobre Chase e Duke Hudson vinsero una battle royal eliminando per ultimi Angel Garza e Humberto Carrillo, diventando i nuovi sfidanti all'NXT Tag Team Championship di Tony D'Angelo e Channing "Stacks" Lorenzo. Nella puntata speciale NXT Halloween Havoc del 24 ottobre Chase e Hudson sconfissero D'Angelo e Lorenzo vincendo l'NXT Tag Team Championship per la prima volta. Tre settimane dopo, il 14 novembre ad NXT, Chase e Hudson persero le cinture nella rivincita contro D'Angelo e Lorenzo. Nella puntata speciale NXT Roadblock del 5 marzo Chase e Hudson affrontarono Bron Breakker e Baron Corbin per l'NXT Tag Team Championship ma vennero sconfitti.

## Personaggio

### Mosse finali
- Hammerlock reverse STO – 2021–presente

### Soprannomi
- "Globetrotter"[1]

## Titoli e riconoscimenti
- Battle Zone
  - Battle Zone United States Championship (1)
- Dragon Gate USA
  - Open the United Gate Championship (1) – con Lancelot Bravado
- Full Impact Pro
  - FIP Tag Team Championship (1) – con Lancelot Bravado
- Premiere Wrestling Experience
  - PWX Tag Team Championship (2) – con Lancelot Bravado
- Pro Wrestling Illustrated
  - 281º tra i 500 migliori wrestler singoli secondo PWI 500 (2012)
- WWE
  - NXT Tag Team Championship (2) – con Duke Hudson (1) e Ridge Holland (1)[15]
- WrestleForce
  - WrestleForce Tag Team Championship (2) – con Lancelot Bravado